# Municipio de Scott (condado de Allegheny)
El municipio de Scott (en inglés: Scott Township) es un municipio y lugar designado por el censo ubicado en el condado de Allegheny en el estado estadounidense de Pensilvania. En el año 2000 tenía una población de 17.288 habitantes y una densidad poblacional de 1,678.4 personas por km².

## Geografía
El municipio de Scott se encuentra ubicado en las coordenadas 40°23′29″N 80°4′47″O / 40.39139, -80.07972.

## Demografía
Según la Oficina del Censo en 2000 los ingresos medios por hogar en la localidad eran de $44,434 y los ingresos medios por familia eran $54,716. Los hombres tenían unos ingresos medios de $42,095 frente a los $31,499 para las mujeres. La renta per cápita para la localidad era de $24,439. Alrededor del 7,2% de la población estaban por debajo del umbral de pobreza.